# Юлун
Юлун (лат. Yulong) — род тероподных динозавров семейства овирапторид, известных по ископаемым остаткам из верхнемеловой формации Цюпа, провинция Хэнань, центральный Китай. Содержит единственный вид Yulong mini. Известен по множеству образцов неполовозрелых особей, которые представляют собой одних из самых мелких известных овирапторид.

## Открытие
Образцы юлуна были собраны возле китайского города Цюпа, из одноимённой формации. Точный возраст формации Цюпа неизвестен, хотя, вероятно, её следует отнести к верхнему мелу на основании присутствия овирапторид (Yulong), дромеозаврид (Luanchuanraptor), орнитомимид (Qiupalong) и других, пока неописанных, таксонов динозавров.

## Название и этимология

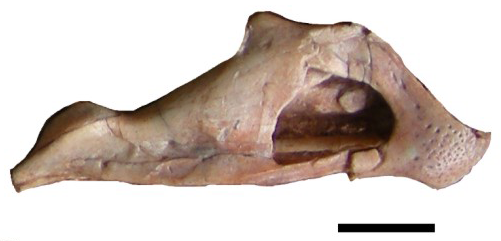
Нижняя челюсть образца HGM 41HIII-0109

Юлуна назвала и описала команда палеонтологов под руководством Люй Чзюньчана в 2013 году. Родовое название происходит от китайского 豫 (Yù) — односимвольной аббревиатуры провинции Хэнань, с отсылкой на место обнаружения находки, с добавление 龙/龍 lóng — «дракон», китайского суффикса, аналогичного др.-греч. σαῦρος/sauros — «ящер». Видовое название лат. mini относится к малым размерам образцов.
Юлун основывается на серии синтипов из 5 экземпляров: HGM 41HIII-0107, исключительно хорошо сохранившийся скелет с черепом и нижней челюстью, который размещён в Хэнаньском геологическом музее, только без черепа и основания шеи; HGM 41HIII-0108, череп без нижней челюсти; HGM 41HIII-0109, частичный скелет с черепом и нижней челюстью; HGM 41HIII-0110, частичный череп с нижней челюстью и некоторыми шейными позвонками; HGM 41HIII-0111, левая подвздошная кость. В статье также были упомянуты дополнительные находки. Одним из исключительно сохранившихся эмбрионов внутри яйца является образец HGM 41HIII-0301, который найден в гнезде из 26 яиц.

## Описание

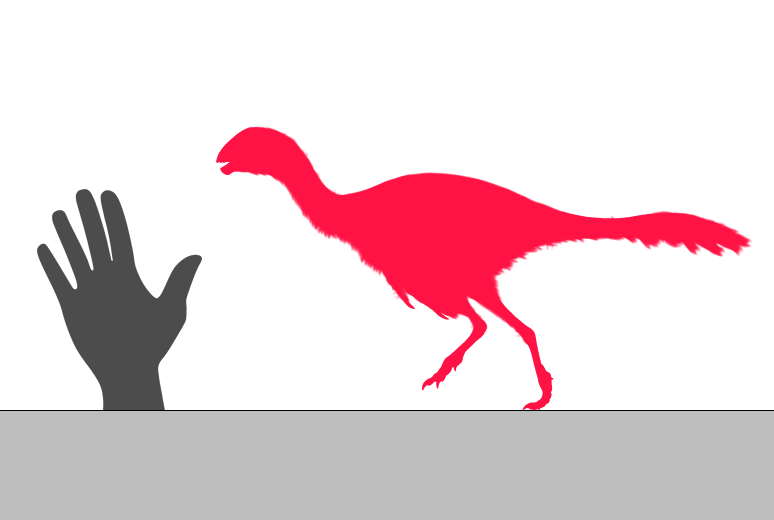
Сравнительный размер

Обычная длина тел овирапторид составляла от 1 до 8 метров, однако юлун описан как «размером с цыплёнка». Большинство особей этого рода имели длину тела от 25 до 50 сантиметров, что делает их одними из самых маленьких известных овирапторид.
Авторы описания установили несколько черт, по которым диагностируется этот таксон. Передний верхний угол предглазничного окна и задний верхний угол носового отверстия расположены примерно на одной высоте. Премаксилла показывает отличительное отверстие внизу и перед ноздрёй. Задний верхний отросток премаксиллы касается верхнего края предглазничного окна, но не переднего отростка слёзной кости; обе кости разделены носовой костью. Теменная кость приближается по длине к лобной кости. В четвёртом и пятом шейных позвонках задний край позвоночного центра образует прямую линию между постзигапофизами. Бедренная кость длиннее подвздошной.

## Систематика
Выполненный авторами статьи филогенетический анализ нашёл юлуна более продвинутым, чем огромный овирапторид гигантораптор и менее продвинутым собственной сестринской клады, образованной подсемействами Oviraptorinae и Ingeniinae. Однако, авторы описания предупреждают, что филогенетическое положение юлуна всё ещё шатко, поскольку более молодые особи имеют тенденцию проявлять больше базальных признаков, чем взрослые, которые у юлуна неизвестны.

## Внешние ссылки
1. Paleontology • 2013 Yulong mini • Chicken-sized Oviraptorid Dinosaurs from central China and their Ontogenetic Implications. Species New to Science. Дата обращения: 12 августа 2018.